# Ciałko Stieda
Ciałko Stieda – ultrastrukturalne organellum położone w regionie polarnym sporocystu określonej kokcydii, przypominająca kulkopodobną strukturę lub zatyczkę blokującą dziurę sporocysty, która pozwala na ekscystację sporozoitów. Wchodzi w skład budowy sporocysty. Ciałko Stieda może znajdować się na jednym z biegunów osłonki sporocysty, a pod nim, od wewnątrz sporocysty, możliwa jest obecność substieda body (SBB).  Na przeciwległym biegunie może wystąpić parastieda body (PSB).